# Corneliu Dragalina
Corneliu Dragalina (n. 5 februarie 1887, Caransebeș, Austro-Ungaria – d. 11 iulie 1949, București, România) a fost un general român, fiul generalului Ion Dragalina, căzut pe front în primul război mondial.

## Biografie
Generalul Corneliu Dragalina s-a născut la 5 februarie 1887, la Caransebeș. A fost unul dintre cei șase copii ai generalului Ioan Dragalina, urmându-l pe acesta în practicarea carierei militare. 
A urmat Școala de ofițeri de artilerie și geniu din București (1905-1907) și Școala Superioară de Război (1919-1921). 
În 1910 era locotenent, iar în 1915 căpitan în Regimentul 4 Artilerie, cu care a și participat la campania din 1916, comandând una dintre puținele baterii de artilerie grea ale armatei romane. Regimentul său făcea parte din Divizia 19 Infanterie, care a dus lupte grele pe frontul din Dobrogea în toamna acelui an. 
A participat la ambele războaie mondiale. 

## Primul Război Mondial
În primul a fost comandant de baterie în Regimentul 4 Artilerie, cu care a luptat în Dobrogea. Pe 10 octombrie 1916, pe când bateria sa se afla în spatele Regimentului 51 Infanterie, un puternic atac bulgar a rupt frontul Batalionului III, punând soldații pe fugă. Corneliu Dragalina s-a urcat pe primul cal pe care l-a găsit, și-a scos sabia și a ordonat gorniștilor să sune atacul, pornind în direcția inamicului. Această acțiune a făcut ca infanteria română să îl urmeze. Atacul bulgar a fost respins, iar frontul restabilit, însă Corneliu Dragalina a fost rănit de un glonț. A fost dus cu șlepul pe Dunăre la Galați, de unde a fost preluat și dus la spital. A fost operat și s-a scos glonțul care îl rănise. Peste numai câteva zile însă, se afla împreună cu fratele lui la București la căpătâiul tatălui lor, generalul Ioan Dragalina, comandantul Armatei 1, ce fusese rănit mortal în luptele de pe Valea Jiului. 
A fost decorat cu Ordinul „Mihai Viteazul”, clasa III, pentru modul cum și-a condus bateria din Regimentul 4 Artilerie Grea în acțiunile militare din Dobrogea, din toamna anului 1916.
„Pentru vitejia și frumoasele calități ce a arătat în ziua de 10.X.1916, când că infanteria vecină bateriei sale de obuziere grele nu mai poate rezista focului artileriei inamice, a încălecat și mergând de-a lungul rândurilor infanteriei, a îmbărbătat-o și a pornit în fruntea ei la un contraatac, salvând astfel bateria și situația trupelor.”
Înalt Decret no. 3093 din 11 noiembrie 1916:p. 68
În 1917 a fost din nou promovat, iar între 1919-1921, maiorul Dragalina a urmat cursurile Școlii Superioare de Război. A urcat pe rând gradele ierarhiei militare: locotenent-colonel în 1920, colonel în 1928, general de brigadă în 1935. 
A fost înaintat la gradul de general de divizie cu începere de la data de 6 iunie 1940.

## Al Doilea Război Mondial
La 1 ianuarie 1940 a fost numit comandant al Corpului 6, cartiruit la Cluj, funcție pe care avea să o exercite timp de trei ani. Una dintre primele mari responsabilități în această poziție a primit-o în luna august, când a făcut parte din delegația românească la tratativele de la Turnu Severin cu Ungaria în vederea rezolvării diferendului asupra Transilvaniei. După al doilea Dictat de la Viena, prin care Ungaria a primit partea nord-vestică a Transilvaniei, generalul Dragalina a primit misiunea de a fi șeful comisiei române ce trebuia să stabilească graficul evacuării teritoriului cedat. 
Corpul 6 a părăsit Clujul și s-a repliat în zona Brașov. În timpul rebeliunii legionare din ianuarie 1941, generalul Dragalina cu trupele sale a restabilit ordinea în oraș și a ocupat stația de radiodifuziune de la Bod. Corpul 6 a fost ulterior dislocat în Banat. 
După începerea ostilităților în iunie 1941, Corpul 6 a fost ținut în rezervă în țară, fiind trimis pe front abia în octombrie. Astfel a luat parte la faza finală a bătăliei de la Odessa, atacând în sectorul nordic și pătrunzând în oraș. A fost apoi dislocat în Crimeea pentru o scurtă perioadă; în primăvara anului 1942, Corpul 6 a fost deplasat pe front în zona Izyum. Aici i s-au subordonat 4 divizii de infanterie românești (1, 2, 4 și 20) care fuseseră deplasate în zonă în timpul contraofensivei sovietice de iarnă. În mai 1942, generalul Corneliu Dragalina și-a condus trupele în timpul celei de-a doua bătălii de la Kharkov. Trupele române au reușit să ia 26.432 de prizonieri și un număr mare de tancuri ușoare T-60, dar și primele T-34 si KV-1 capturate intacte de armata română. 
Pentru ofensiva de vară ce a urmat, generalul Dragalina a fost subordonat Armatei 1 Tancuri. Pe 22 iunie a continuat ofensiva spre Don. Din 19 iulie, Corpul 6 a fost subordonat Armatei 4 Tancuri, căreia i-a facilitat trecerea Donului. La începutul lunii septembrie, generalul Dragalina și trupele sale se aflau la sud de Stalingrad.
Mulțumit de comportarea trupelor române, mareșalul Ion Antonescu a dat, la 4 iulie 1942, Ordinul de zi nr. 29 pe armată, în care a elogiat comportarea Corpului 6 armată, a diviziilor 1, 2, 4, 20 infanterie și a detașamentului de schiori „colonel Rotta”. „Pe câmpiile de la Harkov – se spunea în document – ați luat parte la una dintre cele mai mari bătălii din Istorie și împreună cu camarazii voștri germani ați biruit”.
Corpul 6 armată (diviziile 1, 2, 4 și 20), comandat de generalul Corneliu Dragalina a trecut la urmărirea inamicului de la Oskol la Donul inferior și de aici la sud de Stalingrad. 
A primit Crucea de Cavaler a Crucii de Fier și Ordinul Mihai Viteazul clasa a II-a pentru acțiunile trupelor de sub comanda sa și a fost promovat la gradul de general de corp de armată. 
La 16 decembrie 1942, mareșalul Antonescu l-a rechemat de pe front, numindu-l apoi guvernator al Bucovinei. A suspendat portul stelei lui David de către evreii din Cernăuți pentru a nu-i pune în pericol de a fi executați de fasciști, obținând apoi aprobarea mareșalului Antonescu pentru evacuarea acestora din Cernăuți, deoarece urmau să fie arestați sub ordinul lui Hitler și deportați dincolo de Bug. În acest mod a salvat viața a 14.750 de evrei. 
După evenimentele de la 23 august 1944 a fost reactivat și numit pe 15 noiembrie 1944 Inspector General al Trupelor Motorizate.
După instalarea guvernului Petru Groza, generalul de corp de armată Corneliu Dragalina a fost trecut din oficiu în poziția de rezervă, alături de alți generali, prin decretul nr. 860 din 24 martie 1945, invocându-se legea nr. 166, adoptată prin decretul nr. 768 din 19 martie 1945, pentru „trecerea din oficiu în rezervă a personalului activ al armatei care prisosește peste nevoile de încadrare”.
Mai târziu, și-a pierdut casa din Timișoara și a fost hărțuit de Securitate, însă nu a fost arestat. La 11 iulie 1949, generalul Corneliu Dragalina a murit, la București, chiar înaintea declanșării de către autorități a unui val masiv de arestări.

## Decorații
- Ordinul „Mihai Viteazul”, clasa III, 11 noiembrie 1916[1]:p. 68
- Ordinul Mihai Viteazul cl. II - prin DR 2549/1.09.1942 (general de corp de armată, comandantul Corpului 6 armată).
- Crucea de Fier (1939) cl. II-a și cl. I-a.
- Crucea de Cavaler a Crucii de Fier - 9 august 1942
- Menționat în Wehrmachtbericht[4] (30 mai 1942), fapt considerat o mare onoare militară.

## Legături externe
- General de corp de armată Corneliu Dragalina

| Portal icon | Portal România în Primul Război Mondial |

| Portal icon | Portal Istorie |